# جينيفيف هانيليوس
جينيفيف فرس «ج» هانيليوس (بالإنجليزية: G Hannelius)‏ (وُلدت في 22 ديسمبر 1998) هي ممثلة ومغنية أمريكية.

## سيرة شخصية
ولدت هانيليوس في بوسطن، ماساتشوستس. وهي طفلة وحيدة. والدها سويدي.  انتقلت إلى يارموث بولاية مين في سن الثالثة، ثم انتقلت إلى لوس أنجلوس في سن التاسعة مع عائلتها. وهي خريجة استوديو Young Actor's في لوس أنجلوس. تخرجت من مدرسة سييرا كانيون في مايو 2017.

## وصلات خارجية
- الموقع الرسمي
- جينيفيف هانيليوس على موقع IMDb (الإنجليزية)
- جينيفيف هانيليوس على موقع ميتاكريتيك (الإنجليزية)
- جينيفيف هانيليوس على موقع روتن توميتوز (الإنجليزية)
- جينيفيف هانيليوس على موقع قاعدة بيانات الأفلام العربية
- جينيفيف هانيليوس على موقع ألو سيني (الفرنسية)
- جينيفيف هانيليوس على موقع ميوزك برينز (الإنجليزية)
- جينيفيف هانيليوس على موقع أول موفي (الإنجليزية)
- جينيفيف هانيليوس على موقع بوكس أوفيس موجو (الإنجليزية)
- جينيفيف هانيليوس على موقع أول ميوزيك (الإنجليزية)
- جينيفيف هانيليوس على موقع قاعدة بيانات الفيلم (الإنجليزية)